# Рай (фильм, 2016)
«Рай» — драматический фильм 2016 года режиссёра Андрея Кончаловского. Мировая премьера состоялась 8 сентября 2016 года в основной конкурсной программе 73-го Венецианского кинофестиваля, на котором Андрей Кончаловский был удостоен «Серебряного льва» за лучшую режиссёрскую работу.
Фильм выдвигался от России на премию «Оскар» в номинации «Лучший фильм на иностранном языке» и попал в декабрьский шорт-лист из 9 фильмов, но не вошёл в список номинантов. В декабре 2016 года картина попала в лонг-лист кинопремии «Золотой глобус» в номинации «Лучший фильм на иностранном языке», но в итоге не была номинирована.
В России фильм вышел в прокат 19 января 2017 года.

## Сюжет
Сюжет фильма строится вокруг переплетения судеб трёх главных персонажей в 1943 году: русской аристократки-эмигрантки и участницы французского Сопротивления Ольги (Юлия Высоцкая), француза-коллаборациониста Жюля (Филипп Дюкень) и высокопоставленного офицера СС Хельмута (Кристиан Клаусс).
Ольгу арестовывают за то, что она прячет от нацистской облавы еврейских детей. Её дело ведет Жюль. Он увлекается ею и в обмен на интимные отношения, кажется, готов смягчить участь заключённой, но этому не суждено случиться, так как накануне их встречи его ликвидируют бойцы Сопротивления. Призрачная надежда на свободу сменяется жестокой действительностью — Ольга попадает в немецкий концлагерь. Здесь она встречает Хельмута, который когда-то в прошлом был безнадёжно влюблён в неё. Между ними завязываются странные, болезненные отношения. Нацисты уже близки к поражению, и Хельмут решает спасти Ольгу из концлагеря и бежать с ней в Южную Америку. Ольга, утратившая надежду на свободу, соглашается, но в последний момент осознаёт, что её представление о рае изменилось.

## В ролях
- Юлия Высоцкая — Ольга, русская эмигрантка-антифашистка
- Кристиан Клаусс[нем.] — Хельмут, штандартенфюрер, инспектор концлагерей (прототип — Конрад Морген)
- Филипп Дюкен[фр.] — Жюль, французский жандарм-коллаборационист на службе у гестапо
- Виктор Сухоруков — Генрих Гиммлер
- Петер Курт[нем.] — Краузе, оберштурмбаннфюрер, начальник концлагеря
- Якоб Диль — Фогель, гауптштурмфюрер, друг детства Хельмута, офицер охраны концлагеря
- Вера Воронкова — Роза, заключённая
- Пётр Михалков — Эмиль, сын Жюля
- Андрей Анненский — закадровый текст

## Награды
- 2016 — 73-й Венецианский международный кинофестиваль:
  - «Серебряный лев» за режиссёрскую работу (Андрей Кончаловский)
  - премия Soundtrack Stars Award — за лучшее музыкальное сопровождение[9]
  - приз Leoncino d’Oro Agiscuola Award  — за продвижение целей и задач ЮНИСЕФ[10]
- 2016 — 52-й Международный кинофестиваль в Чикаго — почётный приз Founder’s Award — «картине, которая отражает дух кинофестиваля своим уникальным и инновационным подходом к искусству кино»[11]
- 2016 — 32-й Международный кинофестиваль в Хайфе (HIFF), Израиль — приз Special Award for Cinematic Excellence за «наиболее важную и выдающуюся кинематографическую работу»
- 2016 — Международный кинофестиваль в Мар-дель-Плата, Аргентина — премия «Серебряный Астор» за лучший сценарий (Андрей Кончаловский)[12]
- 2016 — 54-й Международный кинофестиваль в Хихоне, Испания[13]:
  - приз за лучшую женскую роль (Юлия Высоцкая)
  - приз за лучшую операторскую работу (Александр Симонов)
  - специальный приз Молодого Жюри фестиваля
- 2017 — премия «Золотой орёл»:
  - Премия «Золотой орёл» за лучший игровой фильм
  - Премия «Золотой орёл» за лучшую режиссёрскую работу (Андрей Кончаловский)
  - Премия «Золотой орёл» за лучшую женскую роль в кино (Юлия Высоцкая)
- 2017 — премия «Ника»[14]
  - Премия «Ника» за лучший игровой фильм
  - Премия «Ника» за лучшую режиссёрскую работу (Андрей Кончаловский)
  - Премия «Ника» за лучшую женскую роль (Юлия Высоцкая)
- 35-й Мюнхенский кинофестиваль[15]:
  - премия Бернхарда Викки «Мост» — «премия мира» (Андрей Кончаловский)
  - премия «Мост» за лучшее исполнение женской роли в иностранном фильме (Юлия Высоцкая)

| Год  | Премия     | Категория                         | Номинанты                        | Результат |
| ---- | ---------- | --------------------------------- | -------------------------------- | --------- |
| 2016 | Белый слон | Лучший фильм                      | А. Кончаловский и Флориан Дайле  | Победа    |
| 2016 | Белый слон | Лучшая режиссёрская работа        | Андрей Кончаловский              | Победа    |
| 2016 | Белый слон | Лучший сценарий                   | А. Кончаловский и Елена Киселева | Номинация |
| 2016 | Белый слон | Лучшая операторская работа        | Александр Симонов                | Победа    |
| 2016 | Белый слон | Лучшая работа художника           | Ирина Очина                      | Номинация |
| 2016 | Белый слон | Лучшая музыка к фильму            | Сергей Шустицкий                 | Номинация |
| 2016 | Белый слон | Лучшая женская роль               | Юлия Высоцкая                    | Номинация |
| 2016 | Белый слон | Лучшая женская роль второго плана | Вера Воронкова                   | Номинация |

- 2017 — премия ФЕОР «Скрипач на крыше» за 5777 год, в номинации «Кинематограф» за отображение трагедии Холокоста в фильме «Рай»[17].